# Tancoltze Primera Sección
Tancoltze Primera Sección är en ort i Mexiko.   Den ligger i kommunen Tancanhuitz och delstaten San Luis Potosí, i den centrala delen av landet, 240 km norr om huvudstaden Mexico City. Tancoltze Primera Sección ligger 323 meter över havet och antalet invånare är 233.
Terrängen runt Tancoltze Primera Sección är huvudsakligen kuperad, men norrut är den platt. Runt Tancoltze Primera Sección är det ganska tätbefolkat, med 207 invånare per kvadratkilometer. Närmaste större samhälle är Tancanhuitz de Santos, 2,0 km nordost om Tancoltze Primera Sección. I omgivningarna runt Tancoltze Primera Sección växer huvudsakligen savannskog.